# روبسون جانواريو دي باولا
روبسون جانواريو دي باولا (بالبرتغالية: Robson Januario de Paula) (14 فبراير 1994 في البرازيل – )؛ هو لاعب كرة قدم يلعب كمدافع .
```
لعب سابقاً في 
نادي بني ياس
 
ونادي خورفكان
 
ونادي الجندل
 .
```

## روابط خارجية
- روبسون جانواريو دي باولا على موقع قاعدة بيانات كرة القدم.إي يو (الإنجليزية)
- روبسون جانواريو دي باولا على موقع Soccerway.com (الإنجليزية)
- روبسون جانواريو دي باولا على موقع عالم كرة القدم.نت (الإنجليزية)